# Арулайд, Александр
Александр Арулайд (эст. Aleksander Arulaid; 24 мая 1924, Таллин — 8 июля 1995, там же) — эстонский шахматист, трёхкратный чемпион Эстонии по шахматам, мастер спорта СССР (1963).

## Биография
Окончил среднюю школу в Таллине и Таллинский политехнический институт. С 1952 по 1984 год работал по специальности как инженер в промышленных проектах.
В 1944/45 году занял 3 место на турнире сильнейших шахматистов Эстонии и Латвии в Риге после Пауля Кереса и Александра Кобленца. После войны стал одним из ведущих шахматистов Эстонии. В 1945 году победил на турнире в Таллине. В 1948 году был вторым на турнире в Баку.
В чемпионатах Эстонии по шахматам завоевал 3 золотые (1948, 1955, 1964), 3 серебряные (1943, 1946, 1950) и 3 бронзовые медали (1944, 1959, 1960). Побеждал на чемпионатах Таллина по шахматам в 1953, 1954, 1955, 1957, 1960, 1968 годах. В 1954 и 1967 годах был первым на традиционных летных турнирах в Пярну. В 1949, 1955, 1964 участвовал в полуфиналах чемпионатов СССР по шахматам. Пять раз (1953-1955, 1959-1960, 1967) входил в сборную Эстонии на командных первенствах СССР по шахматам.